# Gaius Vettius Gratus Atticus Sabinianus
Gaius Vettius Gratus Atticus Sabinianus war ein römischer Politiker und Senator des 3. Jahrhunderts n. Chr.
Sabinianus stammte, wie eine ihm noch als Knaben gesetzte Inschrift aus Thuburbo Maius verkündet, aus einer senatorischen Familie. Sein Großvater oder Urgroßvater Gaius Vettius Sabinianus Iulius Hospes, Suffektkonsul um 176, hatte bereits nach seiner Ableistung der zweiten militia equestris (Kriegsdienst für Ritter) unter Kaiser Antoninus Pius den Aufstieg in den Senatorenstand  geschafft. Sabinianus’ Vater war Gaius Vettius Gratus Sabinianus, Konsul im Jahr 221.
Sabinianus war quattuorvir viarum curandarum (Straßenbeauftragter von Rom) (um 228/230) und sevir equitum Romanorum turmae III (Führer einer der Schwadronen römischer Ritter). Danach folgten als Kandidat des Kaisers die Quästur (234?) und Prätur (239?). Schließlich war Sabinianus praefectus alimentorum und zugleich Kurator der Via Flaminia (241?). Im Jahr 242  war er ordentlicher Konsul.